# Iamîșce, Ripkî
Iamîșce (în ucraineană Ямище) este un sat în comuna Huciîn din raionul Ripkî, regiunea Cernihiv, Ucraina.

## Demografie
Componența lingvistică a localității Iamîșce
     Ucraineană (92,86%)
     Rusă (7,14%)
Conform recensământului din 2001, majoritatea populației localității Iamîșce era vorbitoare de ucraineană (92,86%), existând în minoritate și vorbitori de rusă (7,14%).